# Dinamarca en los Juegos Europeos de Bakú 2015
Dinamarca participó en los Juegos Europeos de Bakú 2015 con una delegación de 65 deportistas. Responsable del equipo nacional fue la Federación Deportiva de Dinamarca, así como las federaciones deportivas nacionales de cada deporte con participación.
El portador de la bandera en la ceremonia de apertura fue la tiradora Stine Nielsen.

## Medallistas
El equipo de Dinamarca obtuvo las siguientes medallas:
| Nombre                       | Deporte       | Competición      |
| ---------------------------- | ------------- | ---------------- |
| Oro                          |               |                  |
| Line Kjærsfeldt              | Bádminton     | Individual F     |
| Carsten Mogensen Mathias Boe | Bádminton     | Doble M          |
| Niclas Nohr Sara Thygesen    | Bádminton     | Doble mixto      |
| Simone Christensen           | Ciclismo BMX  | Individual F     |
| Plata                        |               |                  |
| Emil Holst                   | Bádminton     | Individual M     |
| Stine Nielsen Steffen Olsen  | Tiro          | Rifle 10 m mixto |
| Maja Jager                   | Tiro con arco | Individual F     |
| Bronce                       |               |                  |
| Lena Grebak Maria Helsbøl    | Bádminton     | Doble F          |
| René Holten Poulsen          | Piragüismo    | K1 1000 m M      |
| Tobias Bjerg                 | Natación      | 50 m braza M     |
| Julie Jensen                 | Natación      | 50 m libre F     |
| Julie Jensen                 | Natación      | 50 m mariposa F  |